# Драгица Белковић
Драгица Белковић (Хлебине, 15. јун 1931 — Хлебине, 21. септембар 2009) била је хрватска вајарка наивне уметности, позната по монументалним дрвеним скулптурама које приказују рурални живот Подравине. Сматра се једном од најистакнутијих представница Хлебинске школе наивне уметности.

## Биографија
Драгица Белковић рођена је у селу Хлебине код Копривнице. Цео живот провела је у родном селу, бавећи се домаћинством и пољопривредом. Године 1967, суочена са претњом слепила, почела је да се бави резбарењем у дрву као терапијом. Иако није имала формално уметничко образовање, развила је препознатљив стил карактеристичан по јаким волуменима и експресивним линијама.

## Уметнички рад
Њене скулптуре приказују сеоски живот Подравског региона – раднике у пољу, породичне сцене и фолклорне мотиве. Карактерише их синтетички приступ облику, са пуним округлим формама и минимумом детаља. Најчешће је користила храстово и липово дрво, обрађујући га традиционалним алатима.
Кључне теме у њеном опусу укључују:
- селске раднике (ораче, жетеоце, пастире)
- породичне сцене (мајке са децом, брачни парови)
- фолклорне теме (народне игре, музичаре)
- религијске мотиве (распећа, свете фигуре)

Њена најпознатија дела укључују композицију „Краве“ (1969) и „Распеће II“ (1980), која демонстрирају способност да се емоционална дубина пренесе кроз минималистичке форме.

## Изложбе и признања
Белковићева је излагала на преко 50 групних изложби у земљи и иностранству (Италија, Немачка, Француска, Аустрија). Године 1987. добила је Златну значку на Међународном табору ликовних саморастаника у Трепчи. Њени радови налазе се у колекцијама:
- Музеја наивне уметности у Јагодини
- Галерија Требње (Словенија)[1]
- Музеј Шарлот Зајндер (Немачка)
- Музеј Вуковар[4]

## Наслеђе
Драгица Белковић оставила је трајан траг у историји југословенске наивне уметности. Њен рад карактерише аутентична повезаност са сеоским коренима и способност да се кроз једноставне форме пренесу универзалне људске приче. Године 2019. организована је ретроспективна изложба „Радост у човеку – живот у дрвету“ у Галерији наивне уметности Хлебине, која је потврдила њену уметничку релевантност.